# Harimia Ahmed
Harimia Ahmed est une avocate et personnalité politique comorienne.

## Biographie
En 1994 ou plus tôt, Harimia Ahmed commence à exercer le métier d'avocate, étant la première femme avocate aux Comores,. Son mari est Idi Nadhoim, vice-président du pays de 2006 à 2011,,. Elle est présidente du barreau des Comores pendant trois mandats. En 1968, cette organisation compte deux membres, et plus d'une quarantaine lorsqu'elle termine son troisième mandat.
En 2000, elle est avocate de la défense de Cheikh Ali Bacar Kassim, ancien membre de l'Assemblée de l'union des Comores et opposant d'Azali Assoumani, dont il a exposé les scandales financiers,. Elle est interdite de rendre visite à son client, qui fait une grève de la faim.
En 2003, Ahmed représente les Comores au concours des facultés de droit de l'océan Indien organisé à Moroni. Elle participe à un débat public fictif avec des avocats francophones de Madagascar, de Maurice et de la Réunion.
Elle est également conseil juridique du gouvernement des Comores et ministre de la justice du pays en 2007,,. En 2010, elle est vice-présidente du groupe comorien du Centre d'études stratégiques de l'Afrique et en 2012, elle est nommée consul honoraire du Sénégal aux Comores,. En 2011, elle représente l'ancien dirigeant de l'armée comorienne Salimou Mogamed Amiri dans le cadre de son procès pour mutinerie et pour le meurtre de Combo Ayouba. Elle représente également quatorze de ses gardes du corps, également accusés de mutinerie pour avoir essayé d'empêcher l'arrestation de leur général. Amiri et dix de ses gardes du corps sont jugés non coupables de mutinerie, mais il reste assigné à domicile en raison du meurtre.